# Peregrinatio Aetheriae
La Peregrinatio Aetheriae ("Pellegrinaggio di Eteria"), conosciuta anche come Itinerarium Egeriae ("Itinerario di Egeria"), è un testo latino degli inizi del V secolo, nel quale una donna chiamata Egeria, o Eteria, descrive il suo pellegrinaggio in Terrasanta.
La parte centrale del testo originale, circa un terzo, priva dell'inizio e della fine, fu ritrovata nel 1884 dallo studioso Gian Francesco Gamurrini in un manoscritto dell'XI secolo, scritto nell'abbazia di Montecassino e rinvenuto ad Arezzo, che venne pubblicato per la prima volta nel 1887 dallo stesso Gamurrini. Venti anni dopo, nel 1903, il benedettino dom Marius Férotin collegò il viaggio alla lettera di Del Bierzio e al manoscritto.
Nel VII secolo il monaco Valerio, scrisse a sua volta una lettera in cui lodava l'autrice, fornendoci altre informazioni su di lei e sul suo itinerario. Altri testi successivi citano parti del testo perdute nel manoscritto di Arezzo, ma citate da Valerio.
Il nome dell'autrice è incerto, a seconda delle versioni del testo (Aetheria o Egeria), ma Valerio riferisce che si trattava di una monaca, che aveva scritto il diario di viaggio del suo pellegrinaggio in una lunga lettera alle sue consorelle (alle quali nel testo si rivolge appunto con l'appellativo di "sorelle"). 

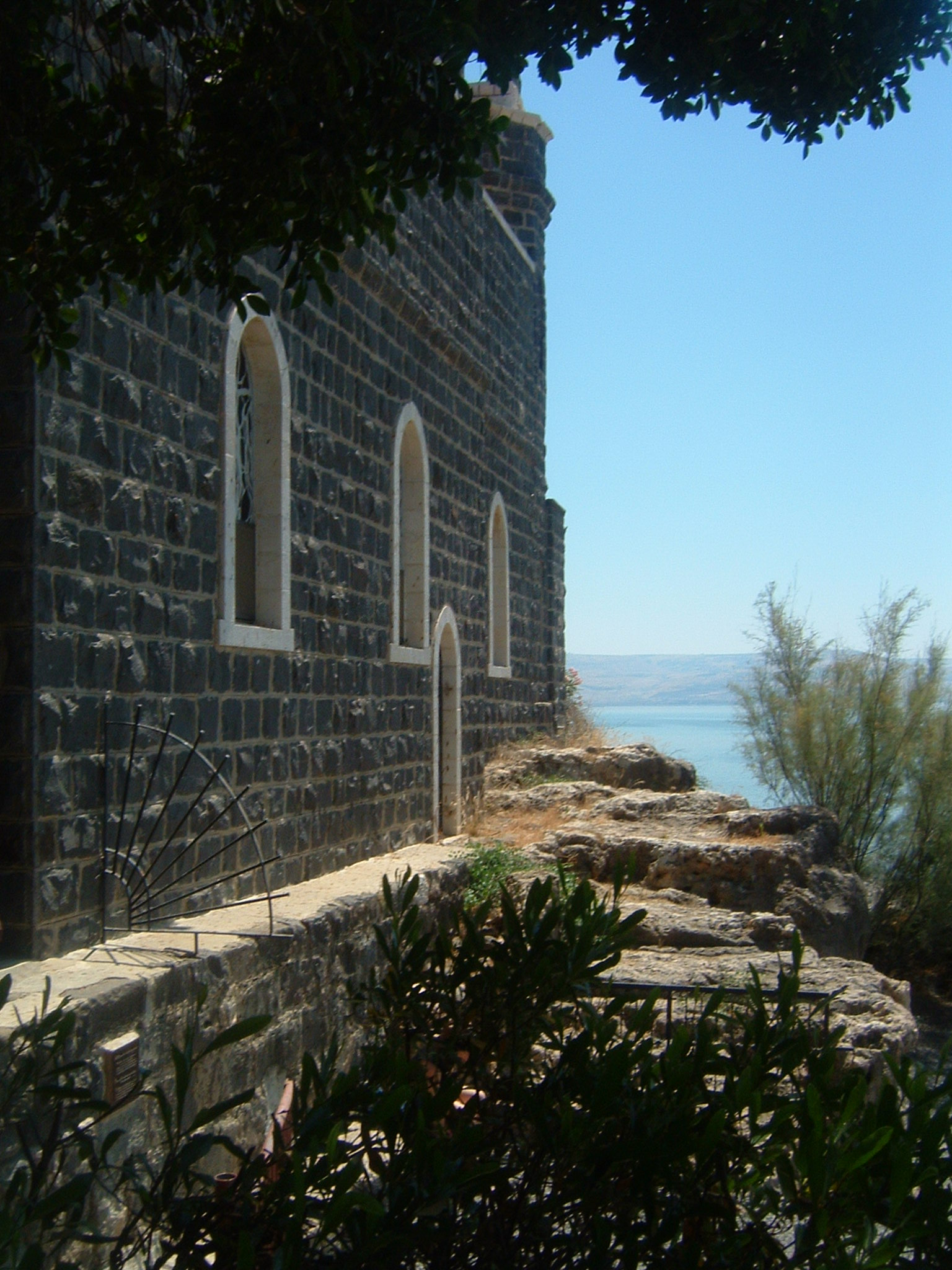
Resti di una scalinata sulle sponde del Lago di Tiberiade, descritta da Egeria

Tuttavia la libertà di un'assenza tanto lunga (circa quattro anni) e il costo considerevole del viaggio sembrano in contrasto con tale identificazione, mentre l'appellativo di "sorelle" e "fratelli" era frequentemente utilizzato all'epoca della redazione del diario anche al di fuori delle comunità monastiche: l'appellativo ha probabilmente tratto in inganno lo stesso Valerio. Egeria-Eteria era dunque più probabilmente una ricca donna della classe media, originaria probabilmente della costa atlantica della Spagna o della Gallia.
Il pellegrinaggio di Egeria si svolse sicuramente, sulla base dei riferimenti presenti all'interno del testo ad altri avvenimenti, tra il 363 e il 540, ma la data più comunemente accettata è il 381-384. La parte del testo conservata descrive la fine della sua permanenza a Gerusalemme, dove si era trattenuta per tre anni. Il testo venne probabilmente redatto dopo la fine del viaggio, sulla base di appunti presi in precedenza e alcune descrizioni sembrano essere state redatte dopo il suo ritorno a Costantinopoli.
Egeria doveva essere una donna di una certa cultura e si dimostra interessata ai luoghi e ai costumi, e alle loro differenze rispetto a quelli del suo luogo di origine, e non solo agli episodi edificanti; accoglieva con un certo spirito critico le notizie che le venivano riportate dalle sue guide. È tuttavia pienamente cristiana e descrive solo edifici, situazioni e personaggi cristiani, senza alcun riferimento a quelli pagani. Pone una particolare attenzione alla liturgia ed è di grande interesse per gli studiosi la descrizione di quella della Settimana Santa utilizzata in quest'epoca a Gerusalemme.
Scrive in un latino probabilmente colloquiale, distante da quello classico e sembra che il suo maggiore riferimento sia stata la Bibbia, del cui stile si colgono gli echi in alcuni punti.
Dal punto di vista linguistico il testo rappresenta una testimonianza dell'evoluzione del latino: espressioni come "deductores sancti illi" ("quelle sante guide", con il significato di "le sante guide") aiutano a far luce sull'origine dell'articolo definito nelle lingue romanze.

## Edizioni critiche[8]
- (LA) Gian Francesco Gamurrini (a cura di), S. Hilarii Tractatvs de mysteriis et hymni et S. Silviae Aqvitanae Peregrinatio ad loca sancta, collana Biblioteca dell'Accademia storico-giuridica, Vol. IV, Roma, Pacis P. Cuggiani, 1887.
- S. Silviae Aquitanae peregrinatio ad loca sancta in Studi e documenti di storia e diritto, anno IX, 1888, Roma, tipografia vaticana, 1888, pagg. 97-174.
- The Pilgrimage of Silvia of Aquitania to the Holy Places circa 385 A.D., J. H. Bernard (a cura di), Londra, 1891.
- S. Silviae, quae fertur, Peregrinatio ad loca sancta in Itinera Hierosolymitana saeculi IIII-VIII in CSEL, 39, Vindobonae, 1898, pagg. 35-101.
- Silviae vel potius Aetheriae peregrinatio ad loca sancta, W. Heraus (a cura di), Heidelberg, Carl Winter's Universaitätsbuchhandlung, 1908.
- Aetheriae Peregrinatio ad loca sancta, Ezio Franceschini (a cura di), Padova, Gregoriana, 1940.
- Itinerarium Egeriae, A. Franceschini e R. Weber (a cura di) in Itineraria et alia geographica, CC Series Latina 175, Turnhout, 1958, pagg. 29-103.